# Логвиненко Марина Вікторівна
Марина Вікторівна (Добранчева) Логвиненко (нар. 1 вересня 1961, м. Шахти, Російська РФСР — радянська і російська спортсменка (кульова стрільба). З 1981 по 2002 роки — член збірних команд СРСР, СНД, Росії. Найтитулованіший стрілок Росії, єдина володарка п'яти олімпійських медалей в історії російського стрілецького спорту.

## Життєпис
Марина Добранчева народилася 1 вересня 1961 року в місті Шахти Ростовської області.
Одна з найбільш титулованих представників ДОСААФ СРСР (під час навчання у виші у паралельному заліку представляла спортивні товариства «Спартак» і «Профспілки»).
Заняття стрілецьким спортом, почала в секції спортивно-технічного клубу Ленінського РК ДОСААФ м. Шахти в 1975 році. Перший тренер (дав початкову підготовку), викладач кафедри теоретичної механіки — філії НПІ, (тренер-громадський) Б. Шемшура.
З 1979 року і після переїзду в 1982 році до міста Ростов-на-Дону Марина Логвиненко тренувалася (в міжзборовий період) в обласному тирі ДТСААФ, де їй представляв бокс для зберігання зброї, надавав допомогу в оформленні виїздів та організації тренувального процесу Ю. Борзов. З 1981 року по 1987 рік він став її особистим тренером.
У серпні 1987 року (на день фізкультурника) Марина одружилась з Володимиром Логвиненком, який з листопада 1987 року по грудень 2000 року, вів підготовку спортсменки до змагань.
Після народження дочки (Неллі) у травні 1989 року вона змінює прізвище. Відповідно, на внутрішніх і міжнародних змаганнях почала виступати під прізвищем чоловіка Логвиненко, за (ПКВО) СКА-15 міста Ростова-на-Дону.
Представляючи спортивний клуб армії, Марина (Добранчева) Логвиненко досягла видатних результатів, в період з 1990 по 2005 роки вона стала чемпіонкою, дворазовою срібною та бронзовою призеркою Всесвітніх ігор серед військовослужбовців; 10-кратною чемпіонкою, 8-кратною срібною і дворазовою бронзовою призеркою чемпіонатів світу серед військовослужбовців; 18-кратним переможцем чемпіонатів і першостей бройнмих сил СРСР та ЗС Російської Федерації.
З 1994 року, обмінявши квартиру (в Ростові-на-Дону на Шахти), до 2001 року проживала в Шахтах, викупивши (за призові Олімпіади з 1992 року і кредитні гроші) міський тир ДТСААФ. Планувала створити свою школу кульової стрільби.
У складний період перебудови (після зміни на виборах міського голови в 1997 році), не знайшовши підтримки в адміністрації міста Шахти, яка держала нові вектори розвитку спортивної інфраструктури для збереження в місті її улюбленого виду спорту — кульової стрільби — безоплатно подарувала тир міському УВС і повернулася до Ростова-на-Дону.
Після Олімпіади 2000 року ЗТ СРСР полковник В. В. Логвиненко завершила тренерську діяльність, продовжуючи службу в штабі СКВО. Спортивний союз спортсмена і тренера розпадається (перший раз в період 1993—1995 рр, вдруге у 2000 р.). В цей час Марина тренувалась самостійно.
У зв'язку з прогресуючим з другої половини дев'яностих років захворюванням колінних суглобів, невдалою операцією на корпальному нерві кисті правої руки, проблемами з поперековим відділом хребта з 2002 року відмовляється від участі у відборі та підготовці до Олімпійських ігор 2004 року в Афінах. Тривала, але малоефективна реабілітація, відсутність фінансування змушують її прийняти важке рішення про завершення активної змагальної практики та переході на викладацьку роботу.
Остаточно Марина Логвиненко завершила участь у змаганнях в 2005 році після чемпіонату світу серед військовослужбовців у Швейцарії, де завойовує золоту і срібну медалі у командному заліку, і прощається як спортсменка зі стрілецьким спортом.
Звільняється з лав ЗС РФ по досягненні граничного віку у 2009 році у військовому званні підполковника з посади начальника навчальної частини кафедри тактики Факультету військового навчання Південного федерального університету.

## Досягнення та нагороди
Дворазова олімпійська чемпіонка 1992 року, срібна призерка Олімпійських ігор 1996 року, бронзова призерка Олімпійських ігор 1988,1996 років. Переможниця і срібна призерка міжнародного турніру «Дружба-84». 15-кратна чемпіонка, дворазова срібна та дворазова бронзова призерка чемпіонатів світу. 14-кратна чемпіонка, 15-кратна срібна, триразова бронзова призерка чемпіонатів Європи.
Дворазова переможниця Фіналу кубка світу 1991,1992, срібна призерка 1988,1991,1993,1996, бронзова призерка 1988,1990,1995,1996 років.
У період з 1986 по 2003 роки; 13-разова переможниця, 8-кратна срібна і 6-кратна бронзова призерка Етапів кубка світу.
38-кратна переможниця чемпіонатів та першостей СРСР, СНД, Росії. Чемпіонка, дворазова срібна та бронзова призерка 8-ї та 9-ї Спартакіади народів СРСР. 14-разова переможниця кубка СРСР і Росії.
Заслужений майстер спорту СРСР (1982) та Заслужений майстер спорту Росії (1996).
Марина Логвиненко — Почесний громадянин міста Шахти (1996 р.).